# Helina anniae
Helina anniae este o specie de muște din genul Helina, familia Muscidae, descrisă de Zielke în anul 1974.
Este endemică în Congo. Conform Catalogue of Life specia Helina anniae nu are subspecii cunoscute.